# Trentino Volley 2011-2012

## Mercato

### Arrivi
- Matteo Burgsthaler da Pallavolo Padova (ritorno prestito)[1]
- Mitar Djuric da Olympiacos Pireo ( Grecia)[2]
- Steve Brinkman da FC Tokio ( Giappone)[3]

### Partenze
- Riad Garcia Pires Ribeiro a RJX Rio De Janeiro ( Brasile)[4]
- Nicola Leonardi a Robur Ravenna (prestito)[5]
- Andrea Sala a Casa Modena[6]
- Valentin Bratoev a Tonno Callipo Vibo Valentia[7]

- Il 6 luglio è stato ufficializzato l'inserimento in prima squadra dello schiacciatore Filippo Lanza, proveniente dal settore giovanile[8].
- Con la naturalizzazione avvenuta il 22 settembre 2010 al comune di Aldeno, da questa stagione Osmany Juantorena potrà essere schierato in campo come giocatore italiano, come confermato il 21 giugno 2011 da FIPAV e FIVB[9][10].
- Il 31 dicembre 2010 fu acquistato il giocatore belga Matthijs Verhanneman[11], che in sede di mercato estivo venne ceduto con la formula del prestito alla Robur Ravenna[5]. Sempre a Ravenna, e sempre in prestito, venne ceduto anche il libero Lorenzo Gallosti, nell'ultima stagione in prestito ad una formazione di Serie A2[5].
- Al Club Italia vennero ceduti in prestito 4 giocatori cresciuti nel settore giovanile della squadra: Michele Fedrizzi, Antonio De Paola, Carlo Castellani e Damiano Valsecchi[12].

## Risultati
- Campione del Mondo, finale giocata con Zenit Kazan
- Vittoria della Supercoppa Italiana, finale giocata con Cuneo
- Vittoria della Coppa Italia, finale giocata con Macerata
- 3º posto in Champions League
- Sconfitta in finale del Play Off da Macerata

## Statistiche
Statistiche della stagione agonistica 2011-2012, che ha visto la Trentino Volley impegnata in 5 manifestazioni.
- 52 partite giocate:

26 in regular season Serie A1,
5 nei playoff scudetto,
12 in CEV Champions League,
5 nel Mondiale per club,
3 in Coppa Italia,
1 in Supercoppa italiana.
- 46 vittorie:

24 in regular season Serie A1,
4 nei playoff scudetto,
9 in CEV Champions League,
5 nel Mondiale per club,
3 in Coppa Italia,
1 in Supercoppa italiana.
- 6 sconfitte:

2 in regular season Serie A1,
1 nei playoff scudetto,
3 in CEV Champions League,
- Set vinti: 148
- Set persi: 38
- Quoziente set: 3,89
- Giocatore pluripresente: Dore Della Lunga (52 presenze)
- Miglior realizzatore: Osmany Juantorena (707 punti)
- Record:

120 punti in Itas Diatec Trentino-Bre Banca Lannutti Cuneo 3-2 del 18 dicembre 2011,
16 muri in CMC Ravenna-Itas Diatec Trentino 0-3 del 26 febbraio 2012,
14 ace in Itas Diatec Trentino-CMC Ravenna 3-0 del 5 novembre 2011.

## Rosa
| \| Allenatore: Radostin Stojčev \| \| \| \| \| Nome \| Naz. sport. \| Nome \| Naz. sport. \| \| Palleggiatori \| \| \| \| \| 6 Łukasz Żygadło \| Polonia \| 7 Raphael de Oliveira \| Brasile \| \| Centrali \| \| \| \| \| 3 Emanuele Birarelli \| Italia \| 9 Steve Brinkman \| Canada \| \| 12 Mitar Djuric \| Grecia \| 17 Matteo Burgsthaler \| Italia \| \| Schiacciatori-laterali \| \| \| \| \| 1 Matej Kazijski \| Bulgaria \| 4 Dore Della Lunga \| Italia \| \| 5 Osmany Juantorena \| Italia \| 10 Filippo Lanza \| Italia \| \| Opposti \| \| \| \| \| 11 Tsvetan Sokolov \| Bulgaria \| 14 Jan Štokr \| Rep. Ceca \| \| Liberi \| \| \| \| \| 13 Massimo Colaci \| Italia \| 16 Andrea Bari \| Italia \| Note: Roberto Serniotti - 2º Allenatore | Stokr · # 14 Birarelli · # 3 Kazijski · # 1 Juantorena · # 5 Djuric · # 12 Raphael · # 7 Bari · # 1 |                       |             |
| Allenatore: Radostin Stojčev | |                       |             |
| Nome | Naz. sport.                                                                                         | Nome                  | Naz. sport. |
| Palleggiatori | |                       |             |
| 6 Łukasz Żygadło | Polonia                                                                                             | 7 Raphael de Oliveira | Brasile     |
| Centrali | |                       |             |
| 3 Emanuele Birarelli | Italia                                                                                              | 9 Steve Brinkman      | Canada      |
| 12 Mitar Djuric | Grecia                                                                                              | 17 Matteo Burgsthaler | Italia      |
| Schiacciatori-laterali | |                       |             |
| 1 Matej Kazijski | Bulgaria                                                                                            | 4 Dore Della Lunga    | Italia      |
| 5 Osmany Juantorena | Italia                                                                                              | 10 Filippo Lanza      | Italia      |
| Opposti | |                       |             |
| 11 Tsvetan Sokolov | Bulgaria                                                                                            | 14 Jan Štokr          | Rep. Ceca   |
| Liberi | |                       |             |
| 13 Massimo Colaci | Italia                                                                                              | 16 Andrea Bari        | Italia      |

| Allenatore: Radostin Stojčev |             |                       |             |
| Nome                         | Naz. sport. | Nome                  | Naz. sport. |
| Palleggiatori                |             |                       |             |
| 6 Łukasz Żygadło             | Polonia     | 7 Raphael de Oliveira | Brasile     |
| Centrali                     |             |                       |             |
| 3 Emanuele Birarelli         | Italia      | 9 Steve Brinkman      | Canada      |
| 12 Mitar Djuric              | Grecia      | 17 Matteo Burgsthaler | Italia      |
| Schiacciatori-laterali       |             |                       |             |
| 1 Matej Kazijski             | Bulgaria    | 4 Dore Della Lunga    | Italia      |
| 5 Osmany Juantorena          | Italia      | 10 Filippo Lanza      | Italia      |
| Opposti                      |             |                       |             |
| 11 Tsvetan Sokolov           | Bulgaria    | 14 Jan Štokr          | Rep. Ceca   |
| Liberi                       |             |                       |             |
| 13 Massimo Colaci            | Italia      | 16 Andrea Bari        | Italia      |

| \| Allenatore: Radostin Stojčev \| \| \| \| \| Nome \| Naz. sport. \| Nome \| Naz. sport. \| \| Palleggiatori \| \| \| \| \| 6 Łukasz Żygadło \| Polonia \| 7 Raphael de Oliveira \| Brasile \| \| Centrali \| \| \| \| \| 3 Emanuele Birarelli \| Italia \| 9 Steve Brinkman \| Canada \| \| 12 Mitar Djuric \| Grecia \| 17 Matteo Burgsthaler \| Italia \| \| Schiacciatori-laterali \| \| \| \| \| 1 Matej Kazijski \| Bulgaria \| 4 Dore Della Lunga \| Italia \| \| 5 Osmany Juantorena \| Italia \| 10 Filippo Lanza \| Italia \| \| Opposti \| \| \| \| \| 11 Tsvetan Sokolov \| Bulgaria \| 14 Jan Štokr \| Rep. Ceca \| \| Liberi \| \| \| \| \| 13 Massimo Colaci \| Italia \| 16 Andrea Bari \| Italia \| Note: Roberto Serniotti - 2º Allenatore | Stokr · # 14 Birarelli · # 3 Kazijski · # 1 Juantorena · # 5 Djuric · # 12 Raphael · # 7 Bari · # 1 |                       |             |
| Allenatore: Radostin Stojčev | |                       |             |
| Nome | Naz. sport.                                                                                         | Nome                  | Naz. sport. |
| Palleggiatori | |                       |             |
| 6 Łukasz Żygadło | Polonia                                                                                             | 7 Raphael de Oliveira | Brasile     |
| Centrali | |                       |             |
| 3 Emanuele Birarelli | Italia                                                                                              | 9 Steve Brinkman      | Canada      |
| 12 Mitar Djuric | Grecia                                                                                              | 17 Matteo Burgsthaler | Italia      |
| Schiacciatori-laterali | |                       |             |
| 1 Matej Kazijski | Bulgaria                                                                                            | 4 Dore Della Lunga    | Italia      |
| 5 Osmany Juantorena | Italia                                                                                              | 10 Filippo Lanza      | Italia      |
| Opposti | |                       |             |
| 11 Tsvetan Sokolov | Bulgaria                                                                                            | 14 Jan Štokr          | Rep. Ceca   |
| Liberi | |                       |             |
| 13 Massimo Colaci | Italia                                                                                              | 16 Andrea Bari        | Italia      |

| Allenatore: Radostin Stojčev |             |                       |             |
| Nome                         | Naz. sport. | Nome                  | Naz. sport. |
| Palleggiatori                |             |                       |             |
| 6 Łukasz Żygadło             | Polonia     | 7 Raphael de Oliveira | Brasile     |
| Centrali                     |             |                       |             |
| 3 Emanuele Birarelli         | Italia      | 9 Steve Brinkman      | Canada      |
| 12 Mitar Djuric              | Grecia      | 17 Matteo Burgsthaler | Italia      |
| Schiacciatori-laterali       |             |                       |             |
| 1 Matej Kazijski             | Bulgaria    | 4 Dore Della Lunga    | Italia      |
| 5 Osmany Juantorena          | Italia      | 10 Filippo Lanza      | Italia      |
| Opposti                      |             |                       |             |
| 11 Tsvetan Sokolov           | Bulgaria    | 14 Jan Štokr          | Rep. Ceca   |
| Liberi                       |             |                       |             |
| 13 Massimo Colaci            | Italia      | 16 Andrea Bari        | Italia      |